# 136 Pułk Strzelecki Wojsk Wewnętrznych NKWD
136 Pułk Strzelecki Wojsk Wewnętrznych NKWD – jeden z pułków piechoty w składzie wojsk wewnętrznych Ludowego Komisariatu Spraw Wewnętrznych ZSRR.
Jego zadaniem była walka z oddziałami Armii Krajowej i innych polskich organizacji niepodległościowych.
1 września 1944 podczas operacji w Grodziu grupa operacyjna 136 Pułku Strzeleckiego WW NKWD pod dowództwem lejtnanta Szubariewa zastrzeliła 14 i zatrzymała 11 osób, przy własnych stratach 2 osób rannych.
W II połowie grudnia 1944 136 Pułk Strzelecki WW NKWD i 97 Oddział Pograniczny NKWD, wspierane przez członków lokalnej Milicji Obywatelskiej i istriebitieli, przeprowadziły operację kierowaną przez płk. Rożenkę – naczelnika NKWD w Trokach.
Na terenie gmin Ejszyszki i Orany miały miejsce aresztowania, podczas których zatrzymano 360 ludzi. W rzeczywistości większość z nich była zwykłymi mieszkańcami polskich wiosek, którzy mieli doraźne kontakty z żołnierzami AK, udzielając im chwilowego schronienia bądź wręczając jedzenie.